# Прудковський провулок
Прудковский провулок (рос. Прудко́вский переулок) — провулок у Санкт-Петербурзі, що проходить від Грецького проспекту до Грецької площі.

## Історія
Провулок отримав назву 16 квітня 1887 року від місцевості Прудки, на якій знаходився провулок. Назва місцевості походить від Ліговського басейну (нині не існує).

## Об'єкти
- Будинок 2 — гімназія № 166.
- На парну сторону в кінці провулку виходить сад Прудки.